# Eustrotia rufotincta
Eustrotia rufotincta là một loài bướm đêm trong họ Noctuidae.